# Andrej Šifrer
Andrej Šifrer, (Stražišče pri Kranju, 1. svibnja, 1952.), slovenski pjevač i skladatelj zabavne glazbe.

## Životopis
Glazbenu karijeru započinje 1971. sa sastavom Tektiti. Godine 1975. počinje skladati a medijsku pozornost doseže sljedeće godine sa skladbom "Zoboblues". Diplomirao na Pravnom fakultetu u Ljubljani 1977. Šifrer niže glazbene uspjehe kao npr: "Vse manj je dobrih gostiln", "Moj oče", "Bil sem mlad", "Debeluhi", "Martinov lulček". Dobio je 1988. nagradu na natjecanju slovenske popevke za skladbu "Za prijatelje". Vlasnik je glazbene opreme za jednu od najgledanih slovenskih TV novela, Naša krajevna skupnost. U Hrvatskoj je poznat po albumu iz 1979., Od šanka do šanka, kojeg je pjevao na hrvatskom. 

## Diskografija
- Moj žulj, 1978.
- Od šanka do šanka, 1979.
- Ideje izpod odeje, 1981.
- Nove pravljice, 1983.
- Hiti počasi, 1990.
- Bil sem mlad, 1990.
- Underground cowboy, 1991.
- Ole, ole, ole..., 1993.
- Sedem irskih noči, 1994.
- Življenje je drag šport, 1995.
- Čakam, 1998.
- Šifrer & šlafrock, 1999.
- Muza moj'ga bluza, 2000.
- Spremenite protokol, 2002.
- Kdaj si zadnjič kakšno stvar naredil prvič?, 2006.
- Lipicanci, 2009.
- Ideje 30 let kasneje, 2011.
- Srce in razum, 2015.

## Vanjske poveznice
- Andrej Šifrer Službena stranica